# NGC 6570
NGC 6570 is een balkspiraalstelsel in het sterrenbeeld Slangendrager. Het hemelobject werd op 2 juni 1864 ontdekt door de Duitse astronoom Albert Marth.

## Synoniemen
- UGC 11137
- MCG 2-46-8
- ZWG 84.22
- VV 537
- IRAS 18088+1404
- PGC 61512